# Феодосийская городская больница
Феодосийская городская больница — лечебно-профилактическое учреждение в системе здравоохранения Феодосии, Крым, единственная больница общего профиля на территории Большой Феодосии. Кроме больных из 105-тысячного Феодосийского горсовета в больницу госпитализируют в рамках оказания скорой медицинской помощи пострадавших на территориях Кировского и Ленинского районов республики.

## История больницы

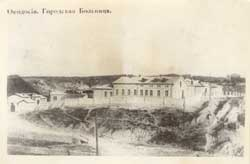
Феодосия. Городская больница. Фото почтовой открытки из фондов ФМД

Современная городская больница основана в январе 1857 года Сергеем Петровичем Розенблюмом, участником Крымской войны, ассистентом Н. И. Пирогова, переведённым двумя месяцами ранее из военного ведомства в гражданское, на должность феодосийского городского врача. С. П. Роземблюм основал династию: двое сыновей (Николай и Александр) стали врачами, Николай работал вместе с санитарным врачом феодосийского земства Д. И. Ульяновым, третий сын Розенблюма — Виктор Сергеевич Руссов, полковник, расстрелян на Чумке в 1920 году.
Караимский общественный деятель и меценат, будущий премьер-министр второго Крымского краевого правительства — Соломон Самойлович Крым за свои деньги содержал в Феодосии, помимо библиотеки, два отделения больницы.
В первой половине XX века в городской больнице работал хирург Онисим Сухарев, пользовавшийся славой одного из лучших врачей региона (у него лечились М. А. Волошин и его гости, Н. А. Обухова, В. В. Барсова); заслуженный хирург республики, участник обороны Севастополя, О. Сухарев оставался в осаждённом городе до конца, после пленения помещён в Симферопольский концлагерь, откуда освобождён по ходатайству феодосийской общественности к бургомистру. Находился под надзором гестапо, но отклонил предложение публично отречься от членства в компартии, был выкраден из-под надзора партизанами, и до освобождения Крыма в 1944 году прослужил партизанским хирургом.

Феодосийская городская больница, размещённая в старинных одноэтажных корпусах, находилась в правой части города, на горе, в местности, называемой «Карантин», судя по чему можно было полагать, что здесь на рейде у древних развалин генуэзской крепости отстаивались подозрительные на чуму и холеру суда.
Валерий Лялин, 50-е годы XX века.

В октябре 2009 года городская больница и весь окружающий район были эвакуированы в ходе операции Главного управления МЧС Крыма по вывозу и обезвреживанию немецкой донной бомбы. В больнице оставалось 8 человек — персонал реанимационного отделения.

## Руководители
- А. Н. Фоменко (в 2001 году до перехода на должность начальника Городского управления здравоохранения)[6]
- Свиридов, Эдуард Георгиевич[7]
- Современный этап[8]
  - Главный врач — Симоненко, Виктор Владимирович.
  - Заместитель главного врача (начмед[9]) — Лаврова Марина Николаевна .

## Отделения
В структуру больницы входят:
- урологическое отделение (Заведующий - Теминдаров Смаил Сулейманович)
- хирургическое отделение (Заведующий — Вакуленко Михаил Владимирович)
- травматологическое отделение
- кардиологическое отделение (Заведующая — Ткаченко Тамара Петровна[10]
- онкологическое отделение (расположено на улице Генерала Горбачёва[11])
- инфекционное отделение (и. о. заведующего — Наталья Деревянко[12])
- офтальмологическое отделение
- патологоанатомическое отделение[8]
- реанимационное[13]

### Травматологическое отделение
Располагается на 2-м этаже хирургического корпуса больницы. Рассчитано на 40 коек. В коечный фонд отделения включены также койки для нейрохирургических больных.

### ЛОР-отделение
Отделение оториноларингологии долгое время располагалось в посёлке Орджоникидзе в 11 км от города. Заведующая отделением — Гамова Наталья Андреевна.

### Неврологическое отделение
Неврологическое отделение Феодосийской городской больницы № 1 находится в больничном корпусе № 5, расположенном в г. Феодосия, ул. Грина, 27 (занимает I и II этаж трехэтажного здания), соединённого стеклянной галереей с Детской больницей. В отделении работает 6 врачей — неврологов и 1 врач — функциональной диагностики. Из них: 1 врач — высшей категории, 4 — первой категории и 2 — второй категории.

### Урологическое отделение
С 2000 года отделение возглавляет Теминдаров Смаил Сулейманович, заслуженный врач АР Крым и Украины; депутат Верховного Совета Автономной Республики Крым пятого созыва. В холле урологического отделения находится необычная выставка камней, извлеченных из почек и мочевых пузырей пациентов. По словам Смаила Теминдарова она носит психотерапевтический и учебно-практический характер. В сравнении с наиболее выдающимися экспонатами проблемы большинства пациентов малы, а значит не вызывают страха перед операцией.